# Concha Meléndez

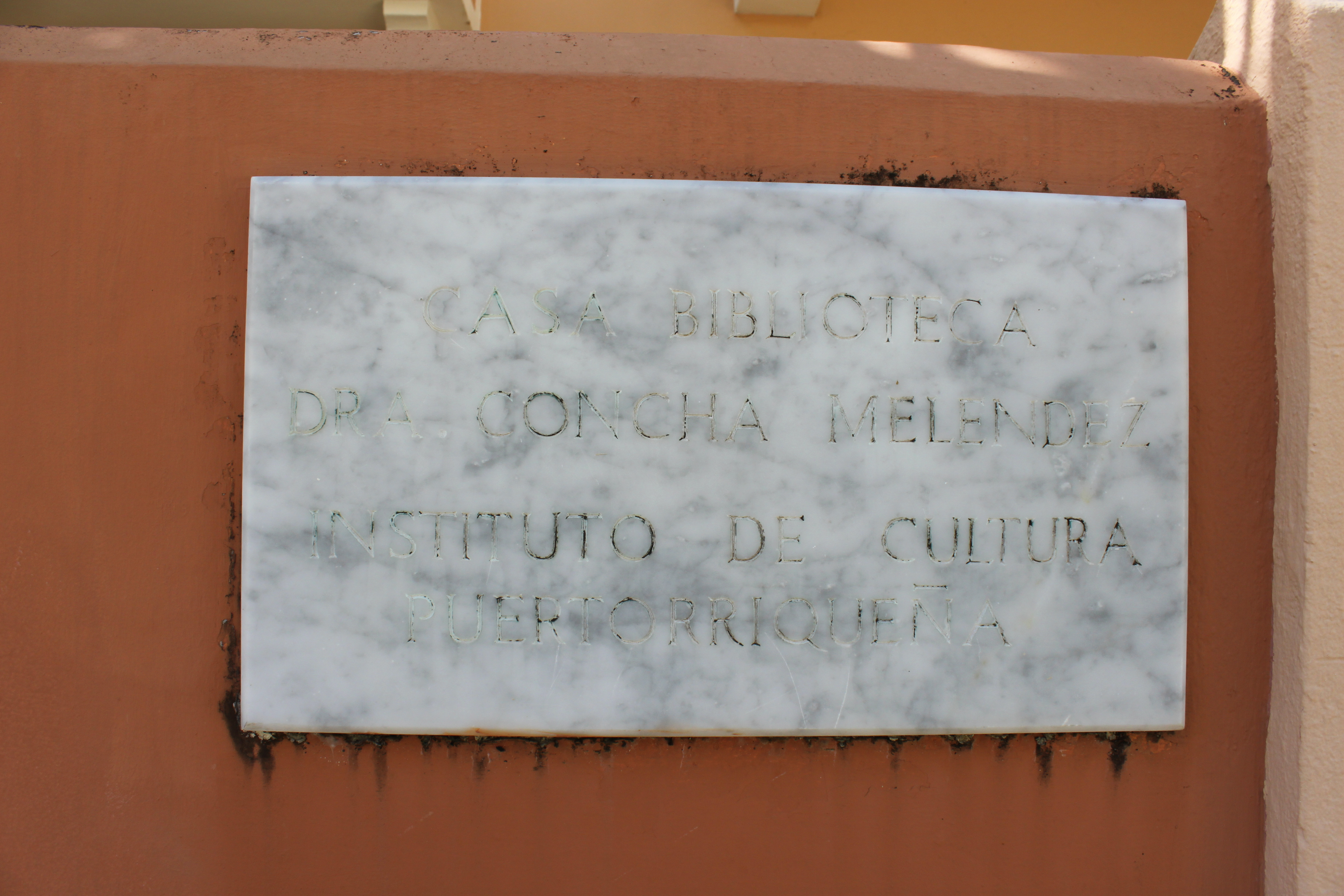
Marmortafel an der Casa Dra. Concha Melendez Ramirez

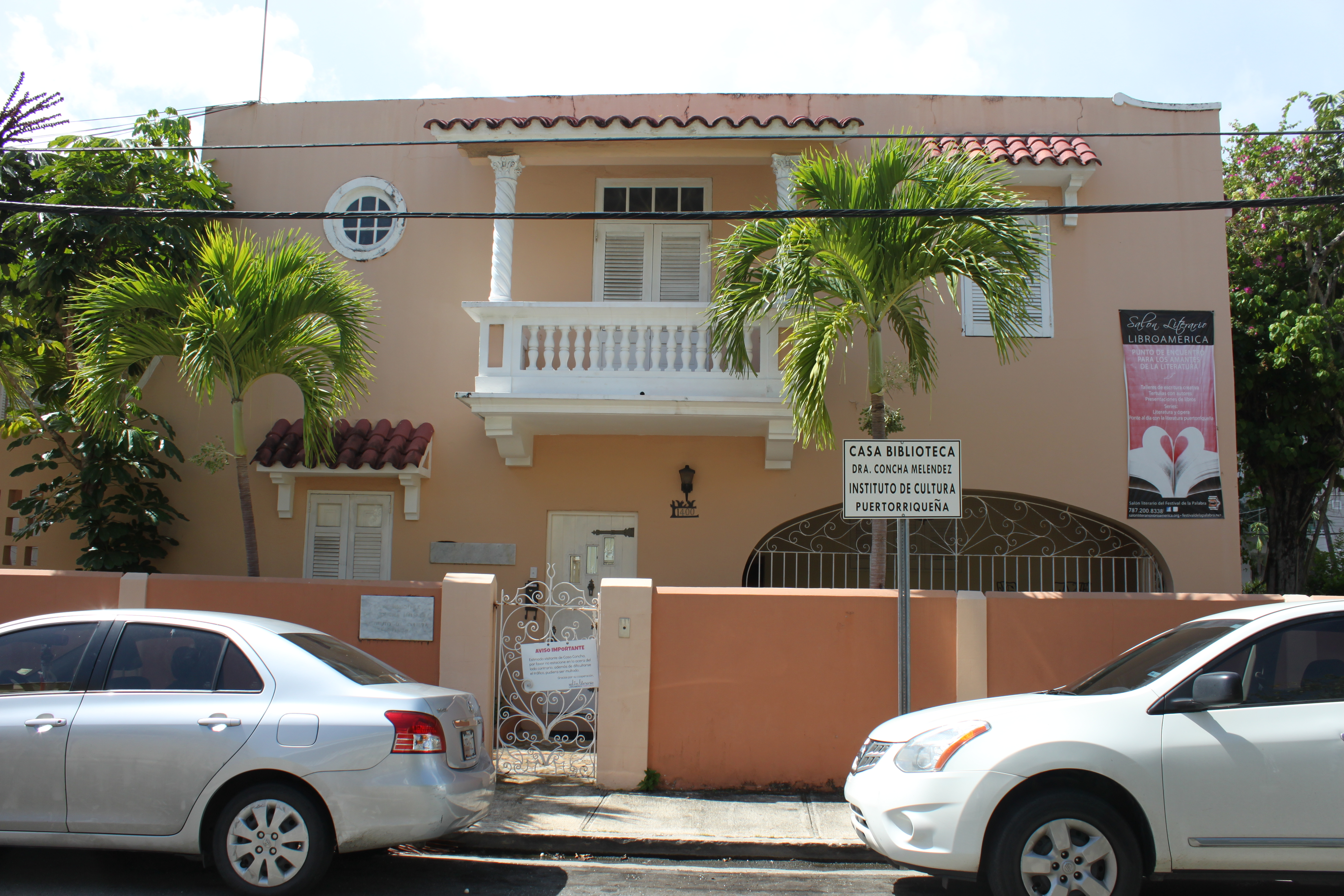
Haus von Concha Melendez Ramirez in San Juan, 2014

Concha Melendez Ramirez (* 21. Januar 1895 in Caguas, Puerto Rico; † 26. Juni 1983 in San Juan (Puerto Rico)) war eine puerto-ricanische Dichterin, Schriftstellerin und Hochschullehrerin. Sie war die erste Frau, die der Puerto Rican Academy of Languages angehörte.

## Leben und Werk
Meléndez war die Tochter von José Meléndez aus Ceiba und Carmen Ramírez aus Caguas. Sie besuchte die Primar- und Sekundarschule in Caguas und studierte 1915 an der Universität von Puerto Rico, wo sie 1922 ihr Lehrer-Zertifikat erwarb. Anschließend unterrichtete sie an der High School der Universität, während sie ihr Universitätsstudium fortsetzte. 1924 erwarb sie ihren Bachelor-Abschluss und studierte dann in New York City an der Columbia University, wo sie 1926 ihren Master of Arts erhielt.
Sie kehrte nach Puerto Rico zurück und wurde 1927 eine der ersten Universitätsprofessorinnen der neu gegründeten Abteilung für Hispanistik an der Universität von Puerto Rico. Sie  studierte dann an der Nationalen Autonomen Universität von Mexiko (UNAM) und promovierte 1932 als erste Frau in Mexiko in Philosophie und Literatur mit der Dissertation: La novela indianista en Hispanoamérica.
Als sie nach Puerto Rico zurückkehrte, gründete sie den Lehrstuhl für lateinamerikanische Literatur, den sie bis zu ihrer Pensionierung 1959 besetzte. Sie war von 1940 bis 1959 Direktorin der Fakultät für Hispanistik und Geisteswissenschaften der Universität von Puerto Rico. 1964 war sie Gastprofessorin an der Middlebury School of Languages in Vermont.
Sie gehörte verschiedenen Organisationen und Akademien an und war als erste Frau Mitglied der Academia Puertorriqueña de la Lengua Española. Sie erhielt Auszeichnungen vom Instituto de Literatura Puertorriqueña, dem Instituto de Cultura Puertorriqueña, dem Puerto Rican Athenaeum, der Unión de Mujeres Americanas und der Real Academia Mexicana de la Lengua. 1979 wurde sie von der Fundación Puertorriqueña de las Humanidades zur Humanista del Año gewählt.
Meléndez arbeitete über 50 Jahre lang als Schriftstellerin und Literaturkritikerin. Mehr als 200 Essays wurden in Zeitungen und Zeitschriften in Puerto Rico und im Ausland veröffentlicht, bevor sie in Buchform gesammelt wurden. Die Werke von Meléndez wurden von dem Editorial Cultural in 15 Bänden veröffentlicht.
Concha Meléndez starb am 26. Juni 1983 in San Juan, Puerto Rico.
Nach ihr ist ein Saal der Biblioteca Nacional des Puerto Rico del Instituto de Cultura Puertorriqueña benannt. Dieser befindet sich in der Casa Dra. Concha Melendez Ramirez, wo Meléndez von 1940 bis zu ihrem Tod wohnte und was zu einem National Historic Landmark erklärt wurde. In San Juan ist eine Schule nach ihr benannt und in Virginia gibt es eine nach ihr benannte High School.

## Veröffentlichungen (Auswahl)
- Psiquis doliente, 1923
- Amado Nervo, 1926
- La novela indianista en Hispanoamérica, 1934
- La inquietud Sosegada
- El arte del cuento en Puerto Rico
- Signos de Iberoamérica
- Entrada en el Perú
- Figuración de Puerto Rico y otros estudios
- José de Diego en mi memoria
- Literatura Hispanoamericana, 1967
- Palabras para oyentes
- Personas y libros
- Literatura de ficción en Puerto Rico
- Moradas de poesía en Alfonso Reyes
- Asomante
- Hostos y la Naturaleza en América
- Poetas hispanoamericanos diversos, 1971

## Ehrungen (Auswahl)
- 1936: Preis des Instituts für Puerto Rican Literatur für Signos de Iberoamérica
- 1943: Preis des Instituts für Puerto Rican Literatur für Asomante
- 1946: Preis des Instituts für Puerto Rican Literatur für La inquietud sosegada poética de Evaristo Ribera Chevvremont
- 1961: Preis des Instituts für Puerto Rican Literatur für El arte del cuento en Puerto Rico
- 1973: Preis des Instituts für Puerto Rican Literatur für Moradas de poesía en Alfonso Reyes
- 1939: Eugenio Maria de Hostos Medaille
- 1940: Ehrendiplom, Royal Mexican Academy of Spanish Language
- 1948: Rockefeller-Stipendium
- 1955: Goldmedaille, Puerto-ricanisches Kulturinstitut
- 1961, 1966: Jahrespreis des Ladies’ Civic Club von Puerto Rico
- 1963: Ehrendiplom, Außenministerium des frei assoziierten Staates Puerto Rico
- 1966: Medaille der Society of the Family of Man
- 1970:  Certificate of Merit, Royal Mexican Academy of the Spanish Language
- 1971: Order of Andrés Bello
- 1971: Woman of Puerto Rico nomination, Union of Women of the Americas
- 1977: Ehrendoktorwürde, Dowling College
- 1978: Concha Meléndez Hörsaal an der Bayamon Central University